# Góra Ebal
Góra Ebal – góra w środkowej Palestynie, położona naprzeciw góry Gerazim. Symbol przekleństwa w Starym Testamencie, zgodnie z opisem w Pwt 27, Joz 8,30-35. W jej okolicy znaleziono tzw. "tabliczkę przekleństwa" - tabliczkę z tekstem po hebrajsku, którą naukowcy datują na 1200 rok p.n.e. 